# John Simon (produttore discografico)
John Simon (Norwalk, 11 agosto 1941) è un produttore discografico, musicista e compositore statunitense.
Storico produttore della Columbia prima e in seguito passato alla Capitol Records, Simon è famoso per i suoi contributi agli album Music from Big Pink e The Band del gruppo canadese The Band, distinguendosi pure per le esecuzioni alla tuba in brani come Rag Mama Rag.
Nel 1967 contribuì alla realizzazione dell'album d'esordio di Leonard Cohen Songs of Leonard Cohen, lavorando nello stesso anno con Simon & Garfunkel per Bookends.
Le altre collaborazioni degne di nota sono per gli album Cheap Thrills della Big Brother and the Holding Company (l'ultimo del gruppo con la voce di Janis Joplin) e Child Is Father to the Man dei Blood, Sweat & Tears, entrambi datati 1968.

## Discografia da solista
| Anno | Album                                | Etichetta           |
| ---- | ------------------------------------ | ------------------- |
| 1971 | John Simon's Album                   | Water Music Records |
| 1973 | Journey                              | Warner Bros.        |
| 1992 | Out on the Street                    | Pioneer Corporation |
| 1995 | Harmony Farm                         | Pioneer Corporation |
|      | Home                                 |                     |
| 2000 | The Best and Beyond                  |                     |
| 2000 | Hoagyland: Songs of Hoagy Carmichael | Dreamville          |
|      | No Band                              |                     |
| 2006 | Baroque Inevitable                   | Sony Music          |
|      | Don't Forget What I Told You         | Warner Bros.        |